# Golda Madden
Golda Madden, född 17 juli 1886 i Red Cloud i Nebraska, död 26 oktober 1960 i Los Angeles i Kalifornien, var en amerikansk skådespelare under stumfilmseran.